# Умтильський сільський округ
Умти́льський сільський округ (каз. Ұмтыл ауылдық округі, рос. Умтылский сельский округ) — адміністративна одиниця у складі Карасайського району Алматинської області Казахстану. Адміністративний центр — село Жалпаксай.
Населення — 16010 осіб (2021; 11574 у 2009, 9332 у 1999, 9341 у 1989).
Станом на 1989 рік існувала Умтильська сільська рада (села 50 літ Казахської РСР, Алмалибак, Джамбул, Кольді, Політотділ, Стаханово). 2013 року був утворений Жамбильський сільський округ із сіл Батан, Кошмамбет Новошамалганського сільського округу та сіл Жамбил, Улан Умтильського сільського округу.

## Склад
До складу округу входять такі населені пункти:
| Населений пункт | Населення, осіб (1989) | Населення, осіб (1999) | Населення, осіб (2009) | Населення, осіб (2021) |
| --------------- | ---------------------- | ---------------------- | ---------------------- | ---------------------- |
| Алмалибак, село | 2271                   | 2476                   | 4111                   | 4649                   |
| Жалпаксай, село | 3774                   | 4066                   | 4392                   | 7669                   |
| Кольді, село    | 1406                   | 1217                   | 1531                   | 2257                   |
| Мерей, село     | 1890                   | 1573                   | 1540                   | 1418                   |